# Record olandesi del nuoto
I record olandesi del nuoto sono i tempi più veloci mai nuotati in una competizione, da un nuotatore rappresentante i Paesi Bassi.
(Dati aggiornati al 25 settembre 2023)

## Vasca lunga (50m)

### Uomini
| Gara                     | Tempo    | +  | Atleta | Data             | Evento                  | Luogo                   | Ref   |
| ------------------------ | -------- | -- | --- | ---------------- | ----------------------- | ----------------------- | ----- |
| Stile libero             |          |    | |                  |                         |                         |       |
| 50 m                     | 21"58    |    | Thom de Boer                                                                                               | 3 luglio 2021    | Amsterdam Swim Meet     | Amsterdam, Paesi Bassi  |       |
| 100 m                    | 47"68    | sf | Pieter van den Hoogenband                                                                                  | 13 agosto 2008   | Giochi olimpici         | Pechino, Cina           |       |
| 200 m                    | 1'44"89  |    | Pieter van den Hoogenband                                                                                  | 2 agosto 2002    | Campionati europei      | Berlino, Germania       |       |
| 400 m                    | 3'47"09  |    | Maarten Brzoskowski                                                                                        | 16 maggio 2016   | Campionati europei      | Londra, Regno Unito     | [ 1 ] |
| 800 m                    | 7'51"92  |    | Job Kienhuis                                                                                               | 8 aprile 2011    | Amsterdam Swim Cup      | Amsterdam, Paesi Bassi  | [ 2 ] |
| 1500 m                   | 14'58"34 |    | Job Kienhuis                                                                                               | 4 dicembre 2011  | Campionati olandesi     | Eindhoven, Paesi Bassi  | [ 3 ] |
| Dorso                    |          |    | |                  |                         |                         |       |
| 50 m                     | 24"73    |    | Bastiaan Lijesen                                                                                           | 5 aprile 2013    | Eindhoven Swim Cup      | Eindhoven, Paesi Bassi  | [ 4 ] |
| 100 m                    | 53"51    | b  | Kai van Westering                                                                                          | 12 giugno 2025   | Campionati nederlandesi | Amersfoort, Paesi Bassi |       |
| 200 m                    | 1'56"85  | sf | Nick Driebergen                                                                                            | 30 luglio 2009   | Campionati mondiali     | Roma, Italia            | [ 5 ] |
| Rana                     |          |    | |                  |                         |                         |       |
| 50 m                     | 26"78    | b  | Koen de Groot                                                                                              | 12 giugno 2025   | Campionati nederlandesi | Amersfoort, Paesi Bassi |       |
| 100 m                    | 57”80    | b  | Arno Kamminga                                                                                              | 24 luglio 2021   | Giochi olimpici         | Tokyo, Giappone         |       |
| 200 m                    | 2'06"85  |    | Arno Kamminga                                                                                              | 4 dicembre 2020  | Meeting di Rotterdam    | Rotterdam, Paesi Bassi  |       |
| Farfalla                 |          |    | |                  |                         |                         |       |
| 50 m                     | 22"72    |    | Nyls Korstanje                                                                                             | 27 maggio 2025   | AP International        | Londra, Regno Unito     | [ 6 ] |
| 100 m                    | 50"59    | sf | Nyls Korstanje                                                                                             | 2 agosto 2024    | Giochi olimpici         | Parigi, Francia         |       |
| 200 m                    | 1'56"59  | b  | Joeri Verlinden                                                                                            | 28 luglio 2009   | Campionati mondiali     | Roma, Italia            | [ 7 ] |
| Misti                    |          |    | |                  |                         |                         |       |
| 200 m                    | 1'59"44  | b  | Arjan Knipping                                                                                             | 28 luglio 2021   | Giochi olimpici         | Tokyo, Giappone         |       |
| 400 m                    | 4'13"46  | b  | Arjan Knipping                                                                                             | 28 luglio 2019   | Campionati mondiali     | Gwangju, Corea del Sud  |       |
| Staffette a stile libero |          |    | |                  |                         |                         |       |
| 4x100 m                  | 3'13"79  |    | Nyls Korstanje (48"86) Stan Pijnenburg (47"79) Thom De Boer (49"03) Jesse Puts (48"11)                     | 17 maggio 2021   | Campionati europei      | Budapest, Ungheria      |       |
| 4x200 m                  | 7'07"82  |    | Dion Dreesens (1'47"92) Maarten Brzoskowski (1'46"55) Kyle Stolk (1'47"88) Sebastiaan Verschuren (1'45"47) | 21 maggio 2016   | Campionati europei      | Londra, Regno Unito     | [ 8 ] |
| Staffetta mista          |          |    | |                  |                         |                         |       |
| 4x100 m mista            | 3'31"23  |    | Kai van Westering (53"84) Arno Kamminga (58"24) Nyls Korstanje (51"12) Stan Pijnenburg (48"04)             | 16 febbraio 2024 | Campionati mondiali     | Doha, Qatar             | [ 9 ] |

Legenda:  - Record del mondo;  - Record europeo;

Record non ottenuti in finale: (b) - batteria; (sf) - semifinale; (s) - staffetta prima frazione.

### Donne
| Gara                     | Tempo    | +              | Atleta                                                                                                   | Data              | Evento                                 | Luogo                  | Ref    |
| ------------------------ | -------- | -------------- | --- | ----------------- | -------------------------------------- | ---------------------- | ------ |
| Stile libero             |          |                | |                   |                                        |                        |        |
| 50 m                     | 23"85    |                | Ranomi Kromowidjojo                                                                                      | 30 luglio 2017    | Campionati mondiali                    | Budapest, Ungheria     | [ 10 ] |
| 100 m                    | 52"26    |                | Marrit Steenbergen                                                                                       | 16 febbraio 2024  | Campionati Mondiali                    | Doha, Qatar            | [ 11 ] |
| 200 m                    | 1'54"68  |                | Femke Heemskerk                                                                                          | 3 aprile 2015     | Eindhoven Swim Cup                     | Eindhoven, Paesi Bassi | [ 12 ] |
| 400 m                    | 4'03"02  |                | Sharon van Rouwendaal                                                                                    | 2 agosto 2015     | Campionati mondiali                    | Kazan', Russia         | [ 13 ] |
| 800 m                    | 8'24"12  |                | Sharon van Rouwendaal                                                                                    | 8 agosto 2015     | Campionati mondiali                    | Kazan', Russia         | [ 14 ] |
| 1500 m                   | 16'03"37 |                | Sharon van Rouwendaal                                                                                    | 9 luglio 2015     | Campionati internazionali rumeni       | Bucarest, Romania      | [ 15 ] |
| Dorso                    |          |                | |                   |                                        |                        |        |
| 50 m                     | 27"10    | Record europeo | Kira Toussaint                                                                                           | 10 aprile 2021    | Meeting di Eindhoven                   | Eindhoven, Paesi Bassi |        |
| 100 m                    | 58"65    |                | Kira Toussaint                                                                                           | 11 aprile 2021    | Meeting di Eindhoven                   | Eindhoven, Paesi Bassi |        |
| 200 m                    | 2'07"78  |                | Sharon van Rouwendaal                                                                                    | 30 luglio 2011    | Campionati mondiali                    | Shanghai, Cina         | [ 16 ] |
| Rana                     |          |                | |                   |                                        |                        |        |
| 50 m                     | 30"38    | sf             | Moniek Nijhuis                                                                                           | 1º agosto 2009    | Campionati mondiali                    | Roma, Italia           | [ 17 ] |
| 100 m                    | 1'05"71  |                | Tes Schouten                                                                                             | 10 aprile 2023    | Meeting di qualificazione di Eindhoven | Eindhoven, Paesi Bassi | [ 18 ] |
| 200 m                    | 2'19”81  |                | Tes Schouten                                                                                             | 16 febbraio 2024  | Campionati mondiali                    | Doha, Qatar            | [ 19 ] |
| Farfalla                 |          |                | |                   |                                        |                        |        |
| 50 m                     | 25"24    |                | Ranomi Kromowidjojo                                                                                      | 13 marzo 2021     | HPC Training Meet                      | Amsterdam, Paesi Bassi |        |
| 100 m                    | 56"61    |                | Inge de Bruijn                                                                                           | 17 settembre 2000 | Giochi olimpici                        | Sydney, Australia      |        |
| 200 m                    | 2'08"74  |                | Sharon van Rouwendaal                                                                                    | 2 aprile 2015     | Campionati francesi                    | Limoges, Francia       | [ 20 ] |
| Misti                    |          |                | |                   |                                        |                        |        |
| 200 m                    | 2'08"86  |                | Marrit Steenbergen                                                                                       | 13 aprile 2024    | Meeting di qualificazione di Eindhoven | Eindhoven, Paesi Bassi | [ 21 ] |
| 400 m                    | 4'44"28  | b              | Marrit Steenbergen                                                                                       | 7 aprile 2023     | Meeting di qualificazione di Eindhoven | Eindhoven, Paesi Bassi | [ 22 ] |
| Staffette a stile libero |          |                | |                   |                                        |                        |        |
| 4x100 m                  | 3'31"72  | Record europeo | Inge Dekker (53"61) Ranomi Kromowidjojo (52"30) Femke Heemskerk (53"03) Marleen Veldhuis (52"78)         | 26 luglio 2009    | Campionati mondiali                    | Roma, Italia           | [ 23 ] |
| 4x200 m                  | 7'52"06  |                | Marrit Steenbergen (1'57"95) Esmee Vermeulen (1'58"67) Robin Neumann (1'59"38) Femke Heemskerk (1'56"06) | 6 aprile 2016     | Eindhoven Swim Cup                     | Eindhoven, Paesi Bassi | [ 24 ] |
| Staffetta mista          |          |                | |                   |                                        |                        |        |
| 4x100 m                  | 3'57"01  |                | Kira Toussaint (1'00"29) Tes Schouten (1'06"75) Maaike de Waard (57"74) Marrit Steenbergen (52"23)       | 17 agosto 2022    | Campionati europei                     | Roma, Italia           |        |

Legenda:  - Record del mondo;  - Record europeo;

Record non ottenuti in finale: (b) - batteria; (sf) - semifinale; (s) - staffetta prima frazione.

### Mista
| Gara                     | Tempo   | +              | Atleta                                                                                           | Data           | Evento              | Luogo                | Ref    |
| ------------------------ | ------- | -------------- | ------------------------------------------------------------------------------------------------ | -------------- | ------------------- | -------------------- | ------ |
| Staffetta a stile libero |         |                |                                                                                                  |                |                     |                      |        |
| 4x100 m                  | 3'21"81 | Record europeo | Ben Schwietert (49"12) Kyle Stolk (47"80) Femke Heemskerk (52"33) Ranomi Kromowidjojo (52"56)    | 29 luglio 2017 | Campionati mondiali | Budapest, Ungheria   | [ 25 ] |
| 4x200 m                  | 7'32"39 |                | Kyle Stolk (1'48"64) Stan Pijnenburg (1'47"79) Femke Heemskerk (1'56"13) Robin Neumann (1'59"83) | 4 agosto 2018  | Campionati europei  | Glasgow, Regno Unito |        |
| Staffetta mista          |         |                |                                                                                                  |                |                     |                      |        |
| 4x100 m                  | 3'41"25 |                | Kira Toussaint (59"45) Arno Kamminga (57"89) Nyls Korstanje (51"34) Femke Heemskerk (52"57)      | 31 luglio 2021 | Giochi olimpici     | Tokyo, Giappone      |        |

Legenda:  - Record del mondo;  - Record europeo;

Record non ottenuti in finale: (b) - batteria; (sf) - semifinale; (s) - staffetta prima frazione.

## Vasca corta (25m)

### Uomini
| Gara                     | Tempo    | +  | Atleta                                                                                              | Data             | Evento                   | Luogo                          | Ref    |
| ------------------------ | -------- | -- | --------------------------------------------------------------------------------------------------- | ---------------- | ------------------------ | ------------------------------ | ------ |
| Stile libero             |          |    | |                  |                          |                                |        |
| 50 m                     | 20"63    | sf | Nyls Korstanje                                                                                      | 14 dicembre 2024 | Campionati mondali       | Budapest, Ungheria             |        |
| 100 m                    | 46"38    | sf | Stan Pijnenburg                                                                                     | 6 novembre 2021  | Campionati europei       | Kazan', Russia                 |        |
| 200 m                    | 1'41"89  |    | Pieter van den Hoogenband                                                                           | 14 dicembre 2003 | Campionati europei       | Dublino, Irlanda               |        |
| 400 m                    | 3'38"33  |    | Luc Kroon                                                                                           | 2 novembre 2021  | Campionati europei       | Kazan', Russia                 |        |
| 800 m                    | 7'44"18  |    | Luc Kroon                                                                                           | 21 dicembre 2019 | Campionati olandesi      | Tilburg, Paesi Bassi           |        |
| 1500 m                   | 14'30"14 |    | Job Kienhuis                                                                                        | 18 dicembre 2011 | Vladimir Salnikov Cup    | San Pietroburgo, Russia        |        |
| Dorso                    |          |    | |                  |                          |                                |        |
| 50 m                     | 23"63    | s  | Nick Driebergen                                                                                     | 10 dicembre 2009 | Campionati europei       | Istanbul, Turchia              | [ 26 ] |
| 100 m                    | 51"39    | sf | Nick Driebergen                                                                                     | 12 dicembre 2009 | Campionati europei       | Istanbul, Turchia              | [ 27 ] |
| 200 m                    | 1'53"08  |    | Nicolaas Driebergen                                                                                 | 3 dicembre 2010  | Campionati olandesi      | Amsterdam, Paesi Bassi         | [ 28 ] |
| Rana                     |          |    | |                  |                          |                                |        |
| 50 m                     | 25"84    |    | Arno Kamminga                                                                                       | 4 dicembre 2019  | Campionati europei       | Glasgow, Regno Unito           |        |
| 100 m                    | 55"79    |    | Arno Kamminga                                                                                       | 4 novembre 2021  | Campionati europei       | Kazan', Russia                 |        |
| 200 m                    | 2'01"43  |    | Arno Kamminga                                                                                       | 18 dicembre 2020 | Amsterdam Christmas Meet | Amsterdam, Paesi Bassi         |        |
| Farfalla                 |          |    | |                  |                          |                                |        |
| 50 m                     | 21"62    | b  | Nyls Korstanje                                                                                      | 10 dicembre 2024 | Campionati mondali       | Budapest, Ungheria             |        |
| 100 m                    | 48"99    |    | Nyls Korstanje                                                                                      | 24 ottobre 2024  | Coppa del Mondo          | Incheon, Corea del Sud         |        |
| 200 m                    | 1'51"36  |    | Joeri Verlinden                                                                                     | 12 dicembre 2009 | Campionati europei       | Istanbul, Turchia              | [ 29 ] |
| Misti                    |          |    | |                  |                          |                                |        |
| 100 m                    | 51"93    |    | Robin van Aggele                                                                                    | 13 dicembre 2009 | Campionati europei       | Istanbul, Turchia              | [ 30 ] |
| 200 m                    | 1'54"33  | b  | Kyle Stolk                                                                                          | 6 agosto 2017    | Coppa del Mondo          | Berlino, Germania              | [ 31 ] |
| 400 m                    | 4'05"41  |    | Marcel Wouda                                                                                        | 8 febbraio 1997  | Coppa del Mondo          | Parigi, Francia                |        |
| 400 m                    | 4'05"41  |    | Thomas Jansen                                                                                       | 16 dicembre 2023 | Campionati nederlandesi  | L'Aia, Paesi Bassi             |        |
| Staffette a stile libero |          |    | |                  |                          |                                |        |
| 4x50 m                   | 1'22"89  |    | Jesse Puts (21"10) Stan Pijnenburg (20"74) Kenzo Simons (20"59) Thom de Boer (20"45)                | 2 novembre 2021  | Campionati europei       | Kazan', Russia                 |        |
| 4x100 m                  | 3'06"10  |    | Stan Pijnenburg (46"64) Thom de Boer (46"60) Nyls Korstanje (46"82) Jesse Puts (46"04)              | 16 dicembre 2021 | Campionati mondiali      | Abu Dhabi, Emirati Arabi Uniti |        |
| 4x200 m                  | 6'58"55  | b  | Dion Dreesens (1'44"86) Maarten Brzoskowski (1'44"56) Ben Schwietert (1'45"32) Kyle Stolk (1'43"81) | 9 dicembre 2016  | Campionati mondiali      | Windsor, Canada                | [ 32 ] |
| Staffette miste          |          |    | |                  |                          |                                |        |
| 4x50 m                   | 1'32"16  |    | Stan Pijnenburg (23"80) Arno Kamminga (25"48) Jesse Puts (22"56) Thom de Boer (20"32)               | 3 novembre 2021  | Campionati europei       | Kazan', Russia                 | [ 26 ] |
| 4x100 m                  | 3'26"59  |    | Stan Pijnenburg (53"61) Arno Kamminga (56"14) Nyls Korstanje (50"48) Luc Kroon (46"36)              | 21 dicembre 2021 | Campionati mondiali      | Abu Dhabi, Emirati Arabi Uniti |        |

Legenda:  - Record del mondo;  - Record europeo;

Record non ottenuti in finale: (b) - batteria; (sf) - semifinale; (s) - staffetta prima frazione.

### Donne
| Gara                     | Tempo    | +               | Atleta | Data                              | Evento                                                 | Luogo                                     | Ref    |
| ------------------------ | -------- | --------------- | --- | --------------------------------- | ------------------------------------------------------ | ----------------------------------------- | ------ |
| Stile libero             |          |                 | |                                   |                                                        |                                           |        |
| 50 m                     | 22"93    | Record mondiale | Ranomi Kromowidjojo                                                                                           | 7 agosto 2017                     | Coppa del Mondo                                        | Berlino, Germania                         | [ 33 ] |
| 100 m                    | 50"95    |                 | Ranomi Kromowidjojo                                                                                           | 15 dicembre 2017                  | Campionati europei                                     | Copenaghen, Danimarca                     | [ 34 ] |
| 200 m                    | 1'51"69  |                 | Femke Heemskerk                                                                                               | 7 dicembre 2014                   | Campionati mondiali                                    | Doha, Qatar                               | [ 35 ] |
| 400 m                    | 3'57"76  |                 | Sharon van Rouwendaal                                                                                         | 5 dicembre 2014                   | Campionati mondiali                                    | Doha, Qatar                               | [ 36 ] |
| 800 m                    | 8'08"17  |                 | Sharon van Rouwendaal                                                                                         | 4 dicembre 2014                   | Campionati mondiali                                    | Doha, Qatar                               | [ 37 ] |
| 1500 m                   | 15'48"67 |                 | Sharon van Rouwendaal                                                                                         | 22 novembre 2014                  | Campionati francesi                                    | Montpellier, Francia                      | [ 38 ] |
| Dorso                    |          |                 | |                                   |                                                        |                                           |        |
| 50 m                     | 25"60    | Record europeo  | Kira Toussaint                                                                                                | 14 novembre 2020 18 dicembre 2020 | International Swimming League Amsterdam Christmas Meet | Budapest, Ungheria Amsterdam, Paesi Bassi |        |
| 100 m                    | 55"17    | sf              | Kira Toussaint                                                                                                | 4 dicembre 2019                   | Campionati europei                                     | Glasgow, Regno Unito                      |        |
| 200 m                    | 2'01"26  |                 | Kira Toussaint                                                                                                | 4 novembre 2021                   | Campionati europei                                     | Kazan', Russia                            |        |
| Rana                     |          |                 | |                                   |                                                        |                                           |        |
| 50 m                     | 29"62    | b               | Moniek Nijhuis                                                                                                | 3 dicembre 2014                   | Campionati mondiali                                    | Doha, Qatar                               | [ 39 ] |
| 100 m                    | 1'03"90  |                 | Tes Schouten                                                                                                  | 15 dicembre 2022                  | Campionati mondiali                                    | Melbourne, Australia                      |        |
| 200 m                    | 2'16"09  |                 | Tes Schouten                                                                                                  | 8 dicembre 2023                   | Campionati europei                                     | Otopeni, Romania                          |        |
| Farfalla                 |          |                 | |                                   |                                                        |                                           |        |
| 50 m                     | 24"44    |                 | Ranomi Kromowidjojo                                                                                           | 19 dicembre 2021                  | Campionati mondiali                                    | Abu Dhabi, Emirati Arabi Uniti            |        |
| 100 m                    | 54"66    |                 | Tessa Giele                                                                                                   | 14 dicembre 2024                  | Campionati mondali                                     | Budapest, Ungheria                        |        |
| 200 m                    | 2'05"40  |                 | Tessa Giele                                                                                                   | 22 dicembre 2024                  | Campionati nederlandesi                                | L'Aia, Paesi Bassi                        |        |
| Misti                    |          |                 | |                                   |                                                        |                                           |        |
| 100 m                    | 57"53    |                 | Marrit Steenbergen                                                                                            | 16 dicembre 2022                  | Campionati mondiali                                    | Melbourne, Australia                      |        |
| 200 m                    | 2'04"94  |                 | Marrit Steenbergen                                                                                            | 13 dicembre 2022                  | Campionati mondiali                                    | Melbourne, Australia                      |        |
| 400 m                    | 4'33"15  |                 | Sharon van Rouwendaal                                                                                         | 23 novembre 2014                  | Campionati francesi                                    | Montpellier, Francia                      | [ 38 ] |
| Staffette a stile libero |          |                 | |                                   |                                                        |                                           |        |
| 4x50 m                   | 1'32"50  | Record mondiale | Ranomi Kromowidjojo (23"05) Maaike de Ward (23"16) Kim Busch (23"47) Femke Heemskerk (22"82)                  | 12 dicembre 2020                  | Wouda Cup                                              | Eindhoven, Paesi Bassi                    |        |
| 4x100 m                  | 3'26"53  | Record europeo  | Inge Dekker (52"39) Femke Heemskerk (50"58) Maud van der Meer (52"55) Ranomi Kromowidjojo (51"01)             | 5 dicembre 2014                   | Campionati mondiali                                    | Doha, Qatar                               | [ 40 ] |
| 4x200 m                  | 7'32"85  | Record mondiale | Inge Dekker (1'54"73) Femke Heemskerk (1'51"22) Ranomi Kromowidjojo (1'54"17) Sharon van Rouwendaal (1'52"73) | 3 dicembre 2014                   | Campionati mondiali                                    | Doha, Qatar                               | [ 41 ] |
| Staffette miste          |          |                 | |                                   |                                                        |                                           |        |
| 4x50 m                   | 1'42"69  | [ 42 ]          | Hinkelien Schreuder (26"32) Moniek Nijhuis (29"16) Inge Dekker (24"51) Ranomi Kromowidjojo (22"70)            | 12 dicembre 2009                  | Campionati europei                                     | Istanbul, Turchia                         | [ 43 ] |
| 4x100 m                  | 3'47"70  |                 | Kira Toussaint (56"53) Tes Schouten (1'05"28) Maaike de Waard (55"42) Marrit Steenbergen (50"47)              | 18 dicembre 2022                  | Campionati mondiali                                    | Melbourne, Australia                      |        |

Legenda:  - Record del mondo;  - Record europeo;

Record non ottenuti in finale: (b) - batteria; (sf) - semifinale; (s) - staffetta prima frazione.

### Mista
| Gara                     | Tempo   | +               | Atleta                                                                                        | Data             | Evento             | Luogo                 | Ref    |
| ------------------------ | ------- | --------------- | --------------------------------------------------------------------------------------------- | ---------------- | ------------------ | --------------------- | ------ |
| Staffetta a stile libero |         |                 |                                                                                               |                  |                    |                       |        |
| 4x50 m                   | 1'28"39 |                 | Nyls Korstanje (21"42) Kyle Stolk (20"66) Ranomi Kromowidjojo (23"01) Femke Heemskerk (23"30) | 16 dicembre 2017 | Campionati europei | Copenaghen, Danimarca | [ 44 ] |
| Staffetta mista          |         |                 |                                                                                               |                  |                    |                       |        |
| 4x50 m                   | 1'36"18 | Record mondiale | Kira Toussaint (25"99) Arno Kamminga (25"54) Maaike de Waard (24"50) Thom de Boer (20"15)     | 7 novembre 2021  | Campionati europei | Kazan', Russia        |        |

Legenda:  - Record del mondo;  - Record europeo;

Record non ottenuti in finale: (b) - batteria; (sf) - semifinale; (s) - staffetta prima frazione.